# 韦斯特布鲁克 (缅因州)
韋斯特布魯克（英語：Westbrook）是美國緬因州坎伯蘭縣的一個城市。面積44.2平方公里。
1814年2月14日設鎮，1891年設市。